# Султанай-мурза
Султанай Шихмамаев — ногайский мурза Алтыульской орды, кочевавшей между рр. Эмбой и Сырдарьей. Сын мирзы Касыма, погибшего в 1555, и внук ногайского бия Шейх-Мамая (ум. 1549).

## Биография
Первоначально алтыульский мурза Султанай, страдавший от калмыцких набегов, в 1622 году со своими улусами перекочевал к Астрахани, где в ноябре принес присягу (шерсть) на верность русскому царю. В сентябре 1625 года при поддержке Каная-бия Султанай-мурза был назначен тайбугой Ногайской орды.
Несмотря на переход Султаная в русское подданство, на р. Эмбе продолжал кочевать со своим улусом его брат Шейх-Мухаммед (Шаинек). Султанай безуспешно призывал своего брата, мурзу Шейх-Мухаммеда, переселиться под Астрахань.
В 1627 году за свои сношения с Шейх-Мухаммедом Султанай-мурза был по приказу астраханского воеводы, князя Ю. П. Буйносова-Ростовского, был заключен в темницу, где провёл три месяца. По ходатайству Каная-бия Султанай был освобожден из-под ареста. В марте после своего освобождения Султанай-мурза прибыл в свои кочевья под Астраханью, где узнал о намерении царского правительства выселить его с семьей в глубь России. Султанай-мурза со своей родней откочевал за р. Яик и примкнул к своему брату Шейх-Мухаммеду, а большинство его улусников осталось на Волге. Астраханский воевода Юрий Буйносов-Ростовский отправил в погоню отряд из 200 стрельцов. Русские догнали алтыулов на р. Эмбе. В бою были убиты 60 ногайцев, а сам Султанай был ранен стрелой в спину, но смог спастись бегством. Султанай стал кочевать вместе со своим братом Шейх-Мухаммедом. Вскоре мурзы Шей-Мухаммед и Султанай вступили в переговоры с уфимскими воеводами, сообщив о своем желании перейти в московское подданство.
В ноябре 1627 года астраханские воеводы отправили в алтыульские улусы с посольством под руководством сына боярского Якова Бухарова, поручив ему убедить мурз вернуться под Астрахань. На берегах Эмбы 700 алтыульцев окружили посольство, убили переводчика, а самого самого Я. Бухарова и его свиту взяли в плен. Бухаров был подвергнут пяткам, его секли плетями и жгли огнём. В феврале 1628 года сын боярский Яков Бухаров был выкуплен из плена и вернулся в Астрахань. В том же году по приказу царских властей астраханский воевода организовал новый карательный поход на алтыульские улусы. За р. Эмбой стрельцы и большие ногаи полностью разбили и рассеяли по степи алтыулов.
Алтыульские мурзы Султанай и Шейх-Мухаммед, опасавшиеся нового карательного нападения, решили переселиться со своих родовых кочевий. Султанай предложил перейти под защиту казахских и хивинских ханов, а Шейх-Мухаммед хотел откочевать во владения бухарского хана. Между братьями произошел раскол, они стали кочевать отдельно друг от друга.
Вскоре к владениям алтыулов приблизились многочисленные и воинственные калмыцкие племена. Алтыульские мурзы вынуждены были подчиниться калмыцких тайшах и стали кочевать вместе с ними. Калмыцкие отряды под командованием Ухандар-тайши совершили нападение на кочевья Султаная, который вынужден был согласиться на совместную с калмыками борьбу против больших ногаев. В 1628/1629 году алтыульский мирза Шей-Мухаммед не стал подчиняться калмыцким тайшам, переселился со своими подданными на юг под защиту хивинских ханов, а его другой брат Кулай-мирза бежал в Бухару.
Осенью 1628 года Султанай-мирза стал инициатором совместного калмыцко-алтыульского набега на улусы Больших ногаев (2000 калмыков и 150 алтыулов). В 1628—1630 годах произошло несколько калмыцко-алтыульских набегов за р. Яик, на улусы Больших ногаев. Султанай-мирза выступал в них в качестве проводника. В 1630-х годах после переселения большей части ногаев на правый берег Волги некоторые алтыульские мурзы стали кочевать в степях между Волгой и Яиком.